# Prom (feest)

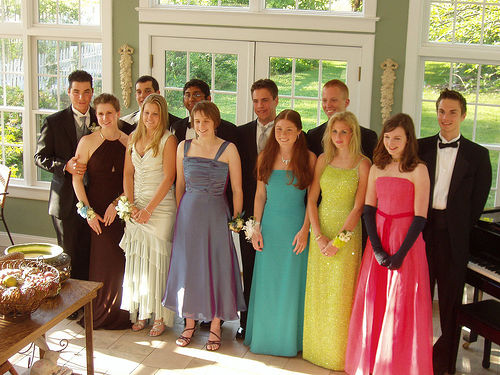
Tieners gekleed voor een prom

Een prom is in de Verenigde Staten een semiformeel dansbal dat het schooljaar afsluit. Prom is een afkorting van "promenade".

## Beschrijving
Op kleinere highschools kunnen alle leerlingen naar het eindejaarsbal komen, maar op grote scholen is het feest alleen bestemd voor leerlingen uit de laatste twee klassen, respectievelijk de junior prom voor de 11e klas en senior prom voor de 12e en tevens laatste klas. Sommige colleges (universiteiten) vieren ook een prom.
Het is de bedoeling dat iedere jongen een meisje vraagt om als date mee naar de prom te gaan. De jongen en het meisje hoeven niet per se iets met elkaar te hebben of te krijgen, maar als ze al een paar zijn wordt uiteraard verwacht dat ze samen gaan. Het is verder niet per se nodig dat een koppel dat samen is gekomen de hele avond bij elkaar blijft. De jongen haalt het meisje op met de auto, huurt een auto of zelfs limousine met chauffeur om met het meisje naar de prom te rijden. Door de ouders gebracht en/of opgehaald worden wordt als zeer ongewenst beschouwd.
Tijdens de prom wordt meestal gedineerd en gedanst. Afhankelijk van de leeftijd van de deelnemers wordt al dan niet alcohol (vaak in de vorm van punch) geschonken.
De organisatie vindt meestal plaats door een speciale feestcommissie van leerlingen, ondersteund door een of meerdere docenten. Er wordt niet alleen voor een zaal, diner, drankjes en artiesten gezorgd, maar ook veel tijd besteed aan het uitdenken en uitwerken van een thema.
Soms wordt nadien een afterparty gehouden in een restaurant, danszaal, discotheek, of bij iemand thuis.

### Kleding
Jongens dragen traditioneel een smoking met kommerband, cumberband of cummerbund (een sjerp die rond de buik gedragen wordt) terwijl meisjes een avondjurk (prom dress) dragen, vaak ook met avondhandschoenen erbij. Soms heeft een prom een thema en dan is het toegestaan om zich naar dit thema te kleden en bijvoorbeeld in een zwembroek te gaan. De meisjes steken hun haar op en doen dit vaak gezamenlijk thuis of in een schoonheidssalon.
Traditioneel biedt het paar elkaar een bloemstuk aan: het meisje krijgt een corsage van de jongen, terwijl de jongen van het meisje een boutonnière krijgt om in zijn knoopsgat te dragen

### Prom kingenprom queen
Tijdens de prom is het gewoonte om uit de leerlingen een koning en koningin te kiezen, de prom king en prom queen. Het paar wordt gekozen uit een aantal genomineerde leerlingen, het zogenaamde prom court bestaande uit prom princes en prom princesses.

## Kritiek en controverses
De meeste Amerikanen ervaren de prom als iets waar ze hun hele schooltijd naar
toeleven en wat hen hun hele leven als een positieve herinnering bij zal blijven. Toch hebben sommigen kritiek op de – in hun ogen – ouderwetse en strak geregelde traditie. Bovendien speelt competitiedrang en populariteit mee in zaken als de keuze van de feestcommissie, het vinden van een date (of gevraagd worden), en de keuze van de prom king en prom queen. Hierdoor verandert de prom van een gezellige jaarafsluiting in een harde populariteitswedstrijd. Ten slotte wordt kritiek uitgeoefend op de hoge kosten: een prom kostte een Amerikaans gezin in 2013 gemiddeld 1139 dollar.
Een andere controverse is de toelating van homoseksuele koppels. In de zaak uit 1980 Fricke v. Lynch besloot het US Districtive Court van Rhode Island dat scholen homoseksuele koppels op hun proms moesten toelaten. Amerikaanse rechters hebben deze beslissing, ook in andere staten, algemeen gevolgd. In Canada vond in 2002 een soortgelijke beslissing plaats (Marc Hall v. Durham Catholic School Board). Toch worden homoseksuele koppels op proms vaak niet geaccepteerd. Fricke zelf werd na zijn gerechtelijke overwinning op zijn prom bespot en uitgedaagd, terwijl er extra bewaking aanwezig was. Toen in 2010 de school van de lesbische Constance McMillen op bevel van de rechter de prom moest laten doorgaan en McMillen en haar vriendin moest toelaten, werd de prom door bijna alle andere leerlingen (op 5 na) geboycot.
Ook andere controverses halen soms de krantenkoppen. In 2009 werd Tyler Frost geschorst door zijn school omdat hij als date naar de prom van zijn vriendin ging, aangezien zijn eigen christelijk-orthodoxe school tegen dansactiviteiten was. In 2013 werd Britanny Minder geweigerd op haar prom vanwege haar te uitdagende decolleté, hoewel zij naar eigen zeggen nou eenmaal grote borsten had waardoor ieder decolleté bij haar geprononceerder uitkwam.
Soms wordt ook een anti-prom georganiseerd door leerlingen, buiten de school om, als protest tegen het schoolbeleid inzake de prom.

## Media
De prom is een bekend Amerikaans cultureel fenomeen dat regelmatig in films, televisieseries en andere populaire cultuuruitingen opduikt. Enkele voorbeelden zijn de films Prom Night (1980, met een remake in 2008), en Prom Wars (2008).

## Andere landen
Het eindejaarsfeest wordt ook in andere landen gevierd maar heet daar anders, bijvoorbeeld grad of formal in Canada, Leavers' Ball in Groot-Brittannië en Abi-Feier in Duitsland.
In Nederland spreekt men van een gala. Dit wordt meestal gegeven door en op middelbare scholen, universiteiten en studentenverenigingen. Het tijdstip is dan wel vlak voor kerst ('kerstgala') of in de lente als eindexamengala enkel voor de eindexamenleerlingen.